# Lambeaux (roman)
Pour les articles homonymes, voir Lambeaux.
Pour le livre de Philippe Lançon, voir Le Lambeau.
Lambeaux est un roman biographique et autobiographique de Charles Juliet paru en 1995. Dans Lambeaux, Charles Juliet a voulu rendre hommage à ses deux mères, l'une biologique et l'autre adoptive.
Lambeaux est un livre sur le besoin d'écrire. Sa mère biologique l'éprouve fortement (elle possède des carnets dans lesquels elle note ses pensées), et Charles Juliet lui aussi le ressent (c'est l'écriture, entre autres de Lambeaux, mais aussi de L'Année de l'éveil, qui le sauve de la dépression). L'éducation en général est aussi présentée comme une opportunité de bien-être.

## Résumé

### Première partie: "l'esseulée", biographie de la mère biologique de Charles Juliet
La première partie de Lambeaux porte sur la mère biologique, paysanne dans un village de l'Ain. L'auteur y retrace les pensées, l’hésitation, les doutes ou exprime la souffrance de sa mère grâce aux mots qu’elle n’avait pas ou qu'elle ne pouvait pas exprimer. Il y trace un portrait détaillé de sa première mère, son premier et vrai amour, ses années d'étude à l'école. Il raconte aussi la mort spirituelle de sa mère à la fin de ses courtes études.
À la fin de la première partie, peu avant sa mort, il raconte comment sa mère a exprimé son besoin de vocabulaire :
je crève
parlez-moi
parlez-moi
si vous trouviez
les mots dont j'ai besoin
vous me délivreriez

de ce qui m'étouffe
L'auteur, cadet d’une famille de quatre enfants, est alors placé dans une famille suisse à la suite de l’internement de sa mère dans un hôpital psychiatrique (à cause d’une tentative de suicide). Elle mourra de faim en juillet 1940, le jour de ses 38 ans, victime de "l'extermination douce" consécutive à l'Occupation.

### Seconde partie: autobiographie de Charles Juliet
La seconde partie de Lambeaux est une autobiographie de Charles Juliet, dans laquelle il raconte son enfance en tant qu'enfant de troupe dans une école militaire, sa première liaison amoureuse, ses études et les débuts hésitants de sa carrière professionnelle, avant de conclure sur son sauvetage de la dépression par l'écriture.

## Particularités
Charles Juliet avait, au début de l'écriture en 1983, l'intention d'écrire ce livre sous forme d'une « lettre » à sa mère. Ce livre était un projet de longue date : l'auteur a longuement enquêté et réfléchi sur la vie de sa mère biologique, qu'il n'a pas connue, et après un premier jet, l'écriture s'arrête et ne reprend qu'en 1995.
Ce livre se présente donc comme tel : il utilise le pronom tu, ce qui est la principale particularité de cette autobiographie. Dans la première partie, il s'adresse à sa mère biologique en utilisant ce « tu », qu'il s'attribue, sur un ton autobiographique, dans la deuxième partie. Par contre, il parle de sa mère adoptive par le pronom « elle », mais s'en distancie très peu, si ce n'est du fait de l'éloignement géographique lors de ses études. Cet usage original de la deuxième personne du singulier dans le récit peut laisser penser, vu les thèmes abordés (non-dits et dépression de la mère, dépression de l'auteur), à une tentative d'autopsychanalyse transgénérationnelle.
À de nombreux points de vue, la construction de ce livre rappelle des « lambeaux » même si Charles Juliet a déclaré ne pas en avoir conscience en écrivant ce livre. La disposition des paragraphes tout comme le déroulement du récit suggèrent en effet des fragments d'écrits, agencés toutefois de manière à former un tout cohérent, retraçant ainsi l'état d'esprit des personnages.
Cet ouvrage est cependant considéré avant tout comme « un livre d'espoir », démontrant qu'il est toujours possible de vaincre la dépression et de mener finalement une existence d'autant plus heureuse qu'avant
Une autre particularité de ce roman est qu'il n'y a aucun nom propre, aucun nom de villes ou villages ou presque, parfois la première lettre, aucune information de temps, malgré quelques passages qui nous donnent une idée.